# Omer Dror

Omer Dror

 Isaac Omer Dror (hebräisch יצחק עומר דרור; * 1. August 1993 in den Vereinigten Staaten) ist ein israelischer Schauspieler und Model.

## Biografie
Dror wurde am 1. August 1993 in den Vereinigten Staaten geboren. Im Alter von einem Jahr wanderte seine Familie mit ihm nach Israel aus. Sein Vater ist libanesischer Herkunft. Während seines dreijährigen Militärdienstes in Israel wurde er dem Einsatzgebiet der IDF im Bildungs- und Jugendkorps der Armee zugeteilt.
Sein Debüt gab Dror 2011 in der Fernsehserie Alifim. Von 2013 bis 2015 war er in Galis zu sehen. Anschließend bekam er 2017 in dem Film Kimaat Mefursemet eine Hauptrolle. Im selben Jahr wurde er für die Serie Anachnu BaMapa gecastet. Zudem modelte er Marken wie TNT oder Castro. Zwischen 2021 und 2022 trat Dror in The Beauty Queen of Jerusalem auf.

## Filmografie
Filme
- 2017: Kimaat Mefursemet
- 2019: Mossad

Serien
- 2011: Alifim
- 2013–2015: Galis
- 2017: Anachnu BaMapa
- 2018–2020: Kfula
- 2018–2022: Mafia Queens
- 2019–2020: The Attaché
- 2021–2022: The Beauty Queen of Jerusalem